# Liroetis lonicernis
Liroetis lonicernis es una especie de insecto coleóptero de la familia Chrysomelidae.
Fue descrita científicamente en 1988 por Jiang.